# Çaldıran
Çaldıran est un district et une ville de Turquie, située dans la province de Van. En 2000, la population du district s'élève à 44 175 habitants et celle de la ville seule à 7 979 habitants. Le district a connu le record de froid en Turquie : -46,4°, le 9 janvier 1990.
Ne pas confondre avec Chaldoran ou Tchaldiran, en Iran (province d'Azerbaïdjan occidental), lieu de la Bataille de Tchaldiran opposant l'Ottomans à l'Iran séfévide en 1514. 